# دنی رامیرز
دنی رامیرز (انگلیسی: Danny Ramirez؛ زادهٔ ۱۷ سپتامبر ۱۹۹۲) بازیگر اهل ایالات متحده آمریکا است. او بیشتر به خاطر ایفای نقش در با استعداد, دنیای سینمایی مارول،  تاپ گان: ماوریک (۲۰۲۲) شناخته می‌شود. او در مجموعه تلویزیونی آخرین بازمانده از ما نقش منی را ایفا کرد.

## اوایل زندگی
رامیرز در شیکاگو، ایلینوی، ایالات متحده آمریکا زاده شد. او اصالتی کلمبیایی و مکزیکی دارد. وی در دبیرستان میامی کورال پارک سینیور تحصیل کرد. رامیرز در دوران نوجوانی علاقه‌مند بود که ورزشکار شود و در رشته‌های فوتبال آمریکایی و فوتبال فعالیت داشت. او می‌گوید پس از مواجهه با مصدومیت‌های متعدد، حدود یک سال طول کشید تا دریابد که باید مسیر شغلی جدیدی را در پیش گیرد.